# غاما (كسوف)

يوضح هنا قيمة غاما لكسوف الشمس: يُظهر الخط الأحمر أقل مسافة من مركز الأرض، في هذه الحالة ما يقرب من 75٪ من نصف قطر الأرض. ونظرًا لأن أومبرا يمر شمال مركز الأرض، فإن غاما في هذا المثال تساوي +0.75.

غاما (ويرمز بالرمز γ) يصف كيف أن ظل القمر أو الأرض يسقط على الجسم الآخر. تُقاس هذه المسافة في اللحظة التي يمر فيها محور مخروط الظل بالقرب من مركز الأرض أو القمر، ويعطى كجزء من نصف قطر للأرض أو القمر.